# Lista de membros da Liga da Justiça
A Liga da Justiça é uma equipe de super-heróis criados pela editora estadunidense DC Comics, inspirada na Sociedade da Justiça, outra equipe de super-heróis, mas essa criada nos anos 40. Entre seus membros, destacam-se: Superman, Batman, Mulher Maravilha, Lanterna Verde, Flash e também conhecidos como os "Cinco Magníficos". Apesar dessa formação ser a mais conhecida, a equipe teve inúmeras outras distribuídas em diversas fases, tais como a Liga da Justiça Satélite, a Liga da Justiça Internacional e Mundial, Liga da Justiça Europa, Liga da Justiça Força-Tarefa e Liga da Justiça Elite.
Abaixo são listados os diversos integrantes que participaram da Liga em todas as as suas formações. Aparecem na ordem de sua primeira participação.

## Membros
| Personagem (heróis) | Nome civil (cidade)             | Juntou-se à equipe em (Edição brasileira)                                     | Notas |
| --- | ------------------------------- | ----------------------------------------------------------------------------- | --- |
| Equipe Original: Liga da Justiça da América Estes membros fizeram sua estréia como equipe na revista americana The Brave and the Bold #28, em Fev-Mar de 1960 (história publicada no Brasil em Arquivo DC - Liga da Justiça da América - Panini Comics, em setembro de 2011).                                                                                          |                                 |                                                                               | |
| Lanterna Verde (Green Lantern) | Hal Jordan                      | The Brave and the Bold #28 (Arquivo DC - Liga da Justiça da América vol.1)    | - Membro fundador - Membro da Tropa dos Lanternas Verdes |
| Flash II | Barry Allen                     | The Brave and the Bold #28 (Arquivo DC - Liga da Justiça da América vol.1)    | - Membro Fundador |
| Caçador de Marte (Martian Manhunter) | John Jones / J'onn J'onnz       | The Brave and the Bold #28 (Arquivo DC - Liga da Justiça da América vol.1)    | - Membro fundador |
| Aquaman | Rei Orin/ Arthur Curry          | The Brave and the Bold #28 (Arquivo DC - Liga da Justiça da América vol.1)    | - Membro fundador |
| Batman | Bruce Wayne                     | The Brave and the Bold #28 (Arquivo DC - Liga da Justiça da América vol.1)    | - Membro fundador |
| Superman | Clark Kent/Kal-El               | The Brave and the Bold #28 (Arquivo DC - Liga da Justiça da América vol.1)    | - Membro fundador |
| Mulher Maravilha (Wonder Woman) | Diana Prince                    | The Brave and the Bold #28 (Arquivo DC - Liga da Justiça da América vol.1)    | - Membro fundador |
| Novos Integrantes (Anos 60) |                                 |                                                                               | |
| Arqueiro Verde (Green Arrow) | Oliver Queen                    | Justice League of America #4 (Arquivo DC - Liga da Justiça da América vol.1)  | - Ex-membro dos Renegados. - Membro reserva da Liga da Justiça. |
| Eléktron (Atom II) | Ray Palmer                      | Justice League of America #14 (Arquivo DC - Liga da Justiça da América vol.1) | - Membro reserva da Liga da Justiça |
| Gavião Negro (Hawkman) | Katar Hol/Carter Hall           | Justice League of America #31 (Inédita no Brasil).                            | - Reintroduzido no UDC como Carter Hall, após a Crise nas Infinitas Terras (JLA: Incarnations#1) - Membro da Sociedade da Justiça da América - Morreu em Noite Mais densa #1 - Renasceu em Noite Mais Densa #8 |
| Canário Negro (Black Canary II) | Dinah Laurel Lance              | Justice League of America #74 (Inédita no Brasil)                             | - Reintroduzida no UDC como membro fundadora da LJA, após a Crise nas Infinitas Terras. (JLA: Year One/Melhores do Mundo #21-25 Ed.Abril) - Atualmente membro das Aves de Rapina                               |
| Novos Integrantes (Anos 70) |                                 |                                                                               | |
| Vingador Fantasma (Phantom Stranger) | Judas Scariots                  | Justice League of America #103 (Inédita no Brasil)                            | - Na ativa, monitorando o Pacto das Sombras. |
| Homem-Elástico (Elongated Man) | Ralph Dibny                     | Justice League of America #105 (Batman - 1ª Série Ed. Abril #05)              | - Morto em 52 #42 |
| Tornado Vermelho (Red Tornado II) | Ulthoon / John Smith            | Justice League of America #106 (Batman - 1ª Série Ed. Abril #06)              | - Na ativa. |
| Mulher-Gavião (Hawkgirl) | Shayera Hol/Shiera Hall         | Justice League of America #146 (Inédita no Brasil)                            | - Reintroduzida no UDC como Shiera Sanders, após a Crise nas Infinitas Terras (JLA: Incarnations #1) - Morreu em Hawkman (vol. 3) #13 - Renasceu Noite Mais Densa #8                                           |
| Zatanna | Zatanna Zatara                  | Justice League of America #161 (Inédita no Brasil)                            | - Na ativa. |
| Novos Integrantes (Anos 80) |                                 |                                                                               | |
| Nuclear (Firestorm) | Ronnie Raymond e Martin Stein   | Justice League of America #179 (Inédita no Brasil)                            | - Ronnie Raymond na ativa com Jason Rusch - Martin Stein faecido em Brightest Day #22 |
| A Liga de Detroit Esta equipe existiu por um curto período de tempo, em meados dos anos 80, após a dissolução do grupo original. Era formado por Aquaman, Zatanna, Homem-Elástico, Caçador de Marte (e mais tarde, Batman), e os novos integrantes: |                                 |                                                                               | |
| Comandante Gládio (Steel) | Hank Heywood III                | Justice League of America Annual #2                                           | - Morto em Justice League America #38 |
| Vixen | Mari Jiwe McCabe                | Justice League of America Annual #2                                           | - Na ativa |
| Vibro (Vibe) | Paco Ramone                     | Justice League of America Annual #2                                           | - Morto em Justice League of America #258 |
| Cigana (Gypsy) | Cindy Reynolds                  | Justice League of America #236                                                | - Integrante das Aves de Rapina |
| Liga da Justiça Internacional Esta equipe foi formada no fim dos anos 80 e durou até meados dos anos 90. Durante este período, a Liga passou por diversas formações. A maioria dos membros da Era de Prata participou do grupo, ao menos por um curto período de tempo. Os membros listados a seguir integraram a Liga pela primeira vez durante este período:         |                                 |                                                                               | |
| Besouro Azul (Blue Beetle) | Ted Kord                        | Legends #6                                                                    | - Morreu em Contagem Regressiva para a Crise Infinita #1 |
| Capitão Marvel (Captain Marvel) | Billy Batson                    | Legends #6                                                                    | - Inativo |
| Senhor Destino (Doctor Fate) | Kent Nelson                     | Legends #6                                                                    | - Morreu em Book of Fate #1 |
| Lanterna Verde (Green Lantern) | Guy Gardner                     | Legends #6                                                                    | - Membro da Tropa dos Lanternas Verdes |
| Senhor Milagre (Mister Miracle) | Scott Free                      | Justice League #1                                                             | - Morreu em Death of the New Gods #7 - Ressussitado, mas deslocado para a Terra-51 em Crise Final #7 |
| Doutora Luz (Doctor Light) | Kimiyo Hoshi                    | Justice League #1                                                             | - Na ativa |
| Gladiador Dourado (Booster Gold) | Michael Carter                  | Justice League #4                                                             | - Na ativa |
| Capitão Átomo (Captain Atom) | Nathaniel Adam                  | Justice League International #7                                               | - Ativo |
| Soviete Supremo #7 (Rocket Red #7) | Vladimir Mikoyan                | Justice League International #7                                               | - Revelou ser um ciborgue dos Caçadores Cósmicos - Destruído em Justice League International #9 |
| Soviete Supremo #4 (Rocket Red #4) | Dimitri Pushkin                 | Justice League International #11                                              | - Morreu em Projeto OMAC #5 |
| Fogo (Fire) | Beatriz da Costa                | Justice League International #14                                              | - Na ativa |
| Gelo (Ice) | Tora Olafsdotter                | Justice League International #14                                              | - Morta em Justice League Task Force #14 - Revivida em Birds of Prey #104 - Ativa na JLI |
| Gavião Negro (Hawkman II) | Fel Andar                       | Justice League International #19                                              | - Introduzido na cronologia após a Crise nas Infinitas Terras. Originalmente se chamava Katar Hol - Revelou ser um traidor - Morto em Hawkman Vol. 4 #48                                                       |
| Mulher-Gavião (Hawkwoman) | Sharon Parker                   | Justice League International #19                                              | - Introduzida na cronologia após a Crise nas Infinitas Terras. Originalmente se chamava Shayera Hol - Morta em Hawkworld (vol. 2)#23                                                                           |
| Caçadora (Huntress) | Helena Bertinelli               | Justice League America #30                                                    | - Membro das Aves de Rapina |
| Senhora Destino (Doctor Fate II) | Linda Strauss                   | Justice League America #31                                                    | - Morreu em Dr. Fate #24 |
| Magtron (Lightray) | Sollis                          | Justice League America #42                                                    | - Morreu em Countdown to Final Crisis #48 - Ressussitada, mas deslocada para a Terrra-51 em Crise Final #7 |
| Órion (Orion) | Orion de Apokolips              | Justice League America #42                                                    | - Morreu em Final Crisis #1 |
| General Glória (General Glory) | Joseph Jones                    | Justice League America #50                                                    | - Morreu em Justice League Quarterly #16 |
| Diabo da Tasmânia (Tasmanian Devil) | Hugh Dawkins                    | Justice League America #56                                                    | - Morto em Justice League: Cry for Justice #3 - Ressuscitado em Starman/Congorilla #1 |
| Bloodwynd (Bloodwybd) | Desconhecido                    | Justice League America #63                                                    | - Na ativa |
| Maxima (Maxima) | Maxima de Almerac               | Justice League America #63                                                    | - Morreu em Man of Steel #117 |
| Ray II (Ray II) | Ray Terrill                     | Justice League America #71                                                    | - Membro dos Combatentes da Liberdade |
| Condor Negro II (Black Condor II) | Ryan Kendall                    | Justice League America #71                                                    | - Morreu em Crise Infinita #1 |
| Agente Liberdade (Agent Liberty) | Benjamin Lockwood               | Justice League America #71                                                    | - Morreu em Action Comics #873 |
| Joel Ciclone (Flash) | Jay Garrick                     | Justice League America #78                                                    | - Membro da Sociedade da Justiça |
| Liga da Justiça Europa |                                 |                                                                               | |
| Homem-Animal (Animal Man) | Buddy Baker                     | Justice League International #24                                              | - Na ativa |
| Flash III (Flash III) | Wally West                      | Justice League International #24                                              | - Ativo |
| Metamorfo (Metamorpho) | Rex Mason                       | Justice League International #24                                              | - Membro dos Renegados |
| Poderosa (Power Girl) | Kara Zor-L / Karen Starr        | Justice League International #24                                              | - Membro da Sociedade da Justiça |
| Raposa Escarlate (Crimson Fox) | Vivian e Constance d'Aramis     | Justice League Europe #13                                                     | - Vivian morreu em Justice League America #104 - Constance morreu em Starman (vol. 2) #38 |
| Gaio (Blue Jay) | Jay Abrams                      | Justice League Europe #20                                                     | - Na ativa |
| Feiticeira de Prata (Silver Sorceress) | Laura Neilsen                   | Justice League Europe #20                                                     | - Morreu em Justice League Europe #35 |
| Maya (Maya) | Chandi Gupta                    | Justice League Europe #50                                                     | - Na ativa |
| Liga da Justiça Antártida Este grupo apareceu em uma única edição. |                                 |                                                                               | |
| Major Desatre (Major Disaster) | Paul Booker                     | Justice League Annual #4                                                      | - Morte confirmada em Blackest Night: Director's Cut #1 |
| G'nort | Gnort Esplanade G'neeshmacher   | Justice League Annual #4                                                      | - Morte presumida em Green Lantern: Sinestro Corps Secret Files and Origins #1 |
| Multi-Homem (Multi-Man) | Duncan Pramble                  | Justice League Annual #4                                                      | - Na ativa |
| Graúdo (Big Sir) | Dufus P. Ratchett               | Justice League Annual #4                                                      | - Morreu em Suicide Squad vol. 2 #1 |
| Mestre das Pistas (Cluemaster) | Arthur Brown                    | Justice League Annual #4                                                      | - Na ativa |
| Rei Relógio (Clock King) | William Tockman                 | Justice League Annual #4                                                      | - Na ativa |
| Poderoso Bruce (The Mighty Bruce) | Bruce                           | Justice League Annual #4                                                      | - Na ativa |
| Esquiador Escarlate (Scarlet Skier) | Dren Keeg                       | Justice League Annual #4                                                      | - Na ativa |
| Pós-Zero Hora Três equipes usaram o nome da Liga da Justiça neste período: Liga da Justiça América, liderados pela Mulher-Maravilha; Força-Tarefa Liga da Justiça, liderados pelo Caçador de Marte e Justiça Extrema, liderados pelo Capitão Átomo. |                                 |                                                                               | |
| Triunfo (Triumph) | William MacIntyre               | Justice League International #67                                              | - Morreu em JLA #38 |
| Gavião Negro (Hawkman III) | Katar Hol                       | Justice League America #0                                                     | - Morreu em JSA #23 |
| Nuklon (Nuklon) | Albert Rothstein                | Justice League America #0                                                     | - Membro reserva da Sociedade da Justiça como Esmaga-Átomo |
| Manto Negro (Obsidian) | Todd Rice                       | Justice League America #0                                                     | - Na ativa na Sociedade da Justiça |
| Admirável (Amazing Man II) | Will Everett III                | Extreme Justice #0                                                            | - Morreu em Starman (vol. 2) #38 |
| Demônio Azul (Blue Devil) | Daniel Cassidy                  | Justice League America #98                                                    | - Na ativa |
| Dama de Gelo (Icemaiden) | Sigrid Nansen                   | Justice League America #98                                                    | - Aposentada após sofrer graves ferimentos. |
| Despero (Despero) | L-Ron / Despero de Kalanor      | Justice League Task Force #12                                                 | - Foi membro da Força-Tarefa Liga da Justiça |
| Mystek (Mystek) | Jennifer Barclay                | Justice League Task Force #26                                                 | - Morreu em Justice League Task Force #32 |
| Super-Gêmeos (Wonder Twins) | Zan & Jayna de Exor             | Extreme Justice #16                                                           | - Na ativa. |
| LJA Este grupo foi formado em setembro de 1996 em Justice League: A Midsummer's Nightmare escrita por Mark Waid e Fabian Nicieza. A LJA, escrita por Grant Morrison, marcou o retorno dos Sete Magníficos: Superman, Batman, Mulher-Maravilha, Flash (Wally West), Lanterna Verde (Kyle Rayner), Aquaman e Caçador de Marte. Os novos integrantes neste período foram: |                                 |                                                                               | |
| Lanterna Verde (Green Lantern) | Kyle Rayner                     | Justice League: A Midsummer's Nightmare#3                                     | - Na ativa como membro da Tropa dos Lanternas Verdes. |
| Amanhã (Tomorrow Woman) | --                              | JLA#5                                                                         | - Destruída em JLA#5. |
| Aztek (Aztek) | Curt Falconer                   | Aztek#10                                                                      | - Morreu em JLA#41. |
| Arqueiro Verde II (Green Arrow II) | Connor Hawke                    | JLA#9                                                                         | - Na ativa. |
| Oráculo (Oracle) | Barbara Gordon                  | JLA#16                                                                        | - Na ativa como líder das Aves de Rapina. |
| Homem-Borracha (Plastic Man) | Patrick O'Brien                 | JLA#16                                                                        | - Na ativa. |
| Aço (Steel II) | John Henry Irons                | JLA#16                                                                        | - Na ativa. |
| Zauriel (Zauriel) | --                              | JLA#16                                                                        | - Na ativa como membro do Pacto das Sombras. |
| Mulher-Maravilha (Wonder Woman III) | Rainha Hipólita                 | JLA#16                                                                        | - Morreu em Mundos em Guerra. - Revivida em Ataque das Amazonas. |
| Grande Barda (Big Barda) | Barda Free                      | JLA#17                                                                        | - Morreu em Death of the New Gods#1. |
| Homem-Hora (Hourman III) | Matthew Tyler / Andróide        | JLA#26                                                                        | - Destruído em JSA#66. |
| Antaeus (Antaeus) | Mark Antaeus                    | JLA: Superpower                                                               | - Morreu em JLA: Superpower. |
| Jesse Quick (Jesse Quick) | Jesse Chambers                  | Flash (vol. 2)#140                                                            | - Na ativa como Liberty Belle, membro da Sociedade da Justiça. |
| Flash IV (Dark Flash) | Walter West                     | JLA#33                                                                        | - Visto pela última vez viajando pelo Hipertempo em Flash (vol. 2)#159. |
| Novos Integrantes (Anos 2000) |                                 |                                                                               | |
| Dama da Lua (Moon Maiden) | Laura Klein                     | JLA Giant Size Special#3                                                      | - Introduzida na cronologia como membro da equipe da Era de Prata. - Paradeiro desconhecido. |
| Asa Noturna (Nightwing) | Dick Grayson                    | JLA#69                                                                        | - Na ativa como membros dos Titãs (Titans vol. 2). |
| Devota (Faith) | Desconhecido                    | JLA#69                                                                        | - Na ativa. |
| Mulher-Gavião / Moça-Gavião (Hawkgirl II) | Kendra Saunders                 | JLA#69                                                                        | - Na ativa. |
| Jason Blood (Etrigan) (Etrigan) | --                              | JLA#69                                                                        | - Na ativa. |
| Major Desastre (Major Disaster) | Paul Booker                     | JLA#69                                                                        | - Paradeiro desconhecido. |
| Lanterna Verde (Green Lantern) | John Stewart                    | JLA#76                                                                        | - Na ativa como membro da Tropa dos Lanternas Verdes. |
| Corvo Manitu (Manitou Raven) | --                              | JLA#78                                                                        | - Morreu em Justice League Elite#8. |
| Liga da Justiça Elite A Madre Superiora organizou LJ Elite para missões que a LJA se recusava a cumprir. Além dos novos membros listados abaixo, sua formação incluía o Arqueiro Verde (Oliver Queen), Flash (Wally West), Corvo Manitu e Major Desastre. |                                 |                                                                               | |
| |                                 |                                                                               | |
| Madre Superiora (Sister Superior) | Vera Lynn Black                 | JLA#100                                                                       | - Paradeiro Desconhecido. |
| Chef Apanche | Long Shadow                     |                                                                               | |
| Jonah Hex | Jonah Hex                       |                                                                               | |
| Zoológica (Menagerie) | Sonja (sobrenome não revelado)  | JLA#100                                                                       | - Paradeiro Desconhecido. |
| Fusão (Coldcast) | Nathan Jones                    | JLA#100                                                                       | - Paradeiro Desconhecido. |
| Naif al-Sheikh | --                              | Justice League Elite#1                                                        | - Paradeiro Desconhecido. |
| Kasumi (Kasumi) | Cassandra Cain                  | Justice League Elite#1                                                        | - Na ativa, como Batgirl, membro dos Renegados. |
| Aurora Manitu (Manitou Dawn) | --                              | Justice League Elite#1                                                        | - Na ativa. |
| Pós-Crise Infinita: durante 52 Breve formação da Liga que figurou nas páginas da maxi-série 52. Foi reunida por Nuclear e não teve sanção oficial para atuar, como as equipes anteriores. |                                 |                                                                               | |
| Nuclear (Firestorm III) | Jason Rusch & Martin Stein      | 52 - Semana 24                                                                | - Na ativa, como membro da Liga da Justiça. |
| Águia Flamejante (Firehawk) | Lorraine Reily                  | 52 - Semana 24                                                                | - Na ativa. |
| Super-Chefe (Super-Chief) | Jon Standing Bear               | 52 - Semana 24                                                                | - Morreu em 52 - Semana 24. |
| Projétil (Bulleteer) | Alix Harrower                   | 52 - Semana 24                                                                | - Na ativa, como membro dos Sete Soldados da Vitória. |
| Besouro Bisonho (Ambush Bug) | Irwin Schwab                    | 52 - Semana 24                                                                | - Na ativa. |
| Novos Integrantes (Um Ano Depois) Uma nova Liga da Justiça foi formada após a missão intitulada "O Caminho do Tornado". Todos os heróis que participaram desta missão foram convocados à equipe. |                                 |                                                                               | |
| Raio Negro (Black Lightning) | Jefferson Pierce                | Justice League of America (vol. 2)#7                                          | - Na ativa como membro da Liga da Justiça. |
| Arqueiro Vermelho (Red Arrow) | Roy Harper                      | Justice League of America (vol. 2)#7                                          | - Na ativa como membro da Liga da Justiça. - Na ativa como membro dos Titãs (Titans vol. 2). |
| Geoforça (Geo-Force) | Príncipe Brion Markov           | Justice League of America (vol. 2)#7                                          | - Na ativa como membro dos Renegados. |
| Clamor por Justiça Minissérie escrita por James Robinson, onde Hal Jordan forma uma equipe da Liga mais pró-ativa no combate ao crime. Também fazem parte do grupo o Arqueiro Verde e Ray Palmer, além dos novos membros abaixo. |                                 |                                                                               | |
| Supergirl (Supergirl) | Kara Zor-El / Linda Lang        | Justice League: Cry For Justice # 3                                           | - Na ativa como membro da Liga. |
| Starman (Starman) | Mikaal Tomas                    | Justice League: Cry For Justice # 5                                           | - Na ativa como membro da Liga. |
| Congorila (Congorilla) | William "Congo Bill" Glenmorgan | Justice League: Cry For Justice # 5                                           | - Na ativa como membro da Liga. |
| Pós-Clamor por Justiça Nova formação que inclui Batman (Dick Grayson), Lanterna Verde (Hal Jordan), Arqueiro Verde (Oliver Queen), Eléktron (Ray Palmer) e Doutora Luz (Kimiyo Hoshi). |                                 |                                                                               | |
| Guardião (Guardian) | Jim Harper                      | Justice League of America vol. 2, #41                                         | - Desistiu da vida de herói em Superman: War of the Supermen #4. |
| Mon-El | Lar Gand                        | Justice League of America vol. 2, #41                                         | - Retornou para a Zona Fantasma, emAdventure Comics vol. 2, #11. - Na ativa, na Legião dos Super-Heróis no século 31.                                                                                          |
| Donna Troy | Donna Troy                      | Justice League of America vol. 2, #41                                         | - Na ativa. |
| Ciborgue (Cyborg) | Victor Stone                    | Justice League of America vol. 2, #41                                         | - Na ativa. |
| Estelar (Starfire) | Koriand'r                       | Justice League of America vol. 2, #41                                         | - Na ativa. |
| Liga da Justiça: Geração Perdida Nesta maxi-série escrita por Keith Giffen e Judd Winick, a Liga da Justiça INternacional é restabelecida com vários novos membros. |                                 |                                                                               | |
| Besouro Azul (Blue Beetle) | Jaime Reyes                     | Justice League: Generation Lost #3                                            | - Na ativa. |
| Soviete Supremo (Rocket Red #7]] | Gavril Ivanovich                | Justice League: Generation Lost #4                                            | - Na ativa. |

### Membros Honorários
| Personagem (Nome Original)                | Nome Civil           | Status                                                           | Notas                                                                                         |
| ----------------------------------------- | -------------------- | ---------------------------------------------------------------- | --------------------------------------------------------------------------------------------- |
| Snapper Carr (Snapper Carr)               | Lucas "Snapper" Carr | Membro honorário e mascote do grupo em The Brave and The Bold#28 | - Afastado em Justice League of America#77.                                                   |
| Sargon, o Feiticeiro (Sargon the Socerer) | John Sargent         | Membro honorário em Justice League of America#99                 | - Morreu em Swamp Thing (vol. 2)#50.                                                          |
| Águia Dourada (Golden Eagle)              | Charley Parker       | Membro honorário em Justice League of America#116                | - Última aparição, como um dos guardas alados de Thanagar.                                    |
| Capitão Cometa (Captain Comet)            | Adam Blake           | Membro honorário em DC Special#27                                | - Na ativa, como Cometa.                                                                      |
| Sandman (Sandman)                         | Garrett Sanford      | Membro honorário em Justice League of America Annual#1           | - Cometeu suicídio. Morte confirmada em Sandman#12.                                           |
| Sue Dibny                                 | --                   | Membro honorário em Justice League International#24              | - Assassinada por Jean Loring em Crise de Identidade#1.                                       |
| Adam Strange                              | --                   | Membro honorário em JLA: Secret Files#1                          | - Na ativa.                                                                                   |
| Rastejante (Creeper)                      | Jack Ryder           | Membro honorário em JLA: Secret Files#1                          | - Esta versão do Rastejante foi apagada da cronologia. Atual versão está na ativa.            |
| Retrô                                     | Não revelado         | Membro honorário em New Year's Evil: Prometheus                  | - Assassinado por Prometheus em New Year's Evil: Prometheus.                                  |
| Ressurreição (Resurrection Man)           | Mitch Shelley        | Passou por período probatório em Resurrection Man#21.            | - Paradeiro desconhecido.                                                                     |
| Jade                                      | Jennie-Lynn Hayden   | Membro reserva em JLA#27.                                        | - Morreu em Rann/Thanagar War: Infinite Crisis Special#1. - Renasceu Noite Mais Densa #8      |
| Homem dos Briquedos (Toyman II)           | Hiro Okamura         | Membro honorário em Superman/Batman#49                           |                                                                                               |
| Tatuado(Tattooed Man)                     | Mark Richards        | Membro honorário em Final Crisis#6                               | - Na ativa.                                                                                   |
| Shazam                                    | Prometheus           | Justice League: Cry For Justice # 3                              | - Revelou ser Prometheus disfarçado de Freddy Freeman em Justice League: Cry For Justice # 6. |

### Associados
| Personagem       | Nome Civil             | Associou-se em                     | Notas |
| ---------------- | ---------------------- | ---------------------------------- | --- |
| Simon Carr       | --                     | JLA: Year One#1                    | - Foi patrocinador da Liga.                                                                                |
| Dale Gunn        | --                     | Justice League of America Annual#2 | - Paradeiro desconhecido.                                                                                  |
| Maxwell Lord     | --                     | Justice League#1                   | - Assassinado pela Mulher-Maravilha em Wonder Woman (vol. 2)#219. - Renasceu Noite Mais Densa #8           |
| Oberon           | --                     | Mister Miracle (vol. 2)#1          | - Paradeiro desconhecido.                                                                                  |
| Catherine Cobert | --                     | Justice League International#8     | - Paradeiro desconhecido.                                                                                  |
| Kilowog          | Kilowog de Bolovax Vik | Justice League America#33          | - Na ativa como membro da Tropa dos Lanternas Verdes.                                                      |
| Hannibal Martin  | --                     | Justice League Task Force#1        | - Paradeiro desconhecido.                                                                                  |
| Yazz             | --                     | Justice League America#95          | - Morto. Yazz aparece em um monumento erigido pelo Caçador de Marte aos colegas falecidos da Liga (52#24). |
| L-Ron            | --                     | Justice League America#42          | - Na ativa, como membro dos Robôs Renegados.                                                               |

## Os Novos 52
| Personagem (codinome original) | Nome real                    | Afiliação em                                              | Notas |
| --- | ---------------------------- | --------------------------------------------------------- | --- |
| Liga da Justiça Todo o histórico da equipe foi reiniciado em 2011. |                              |                                                           | |
| Superman | Clark Kent/Kal-El            | Justice League Vol. 2 #6                                  | - Membro fundador |
| Lanterna Verde (Green Lantern) | Hal Jordan                   | Justice League Vol. 2 #6                                  | - Membro fundador |
| Mulher-Maravilha (Wonder Woman) | Diana de Themyscira          | Justice League Vol. 2 #6                                  | - Membro fundador |
| Ciborgue (Cyborg) | Victor Stone                 | Justice League Vol. 2 #6                                  | - Membro fundador |
| Aquaman | Orin/Arthur Curry            | Justice League Vol. 2 #6                                  | - Membro fundador |
| Batman | Bruce Wayne                  | Justice League Vol. 2 #6                                  | - Membro fundador |
| Flash | Barry Allen                  | Justice League Vol. 2 #6                                  | - Membro fundador |
| Caçador de Marte (Martian Manhunter) | J'onn J'onzz/John Jones      | Entre Justice League Vol. 2 #6 e Justice League Vol. 2 #8 | - Entrou para a equipe mas saiu logo depois de atacá-los - Ex-membro do Stormwatch - Ex-membro da Liga da Justiça da América - Atualmente na Liga da Justiça Unida |
| Atômica(The Atom) | Rhonda Pineda                | Justice League Vol. 2 #18                                 | - Impostora - Morreu em Forever Evil #7 |
| Mulher Elemental(Element Woman) | Emily Sung                   | Justice League Vol. 2 #18                                 | - Deixou a equipe em Forever Evil #7 - Membro da Patrulha do Destino                                                                                               |
| Nuclear(Firestorm) | Ronnie Raymond e Jason Rusch | Justice League Vol. 2 #18                                 | - Deixou a equipe em Forever Evil #7 |
| Shazam | Billy Batson                 | Justice League Vol. 2 #31                                 | |
| Lex Luthor | Lex Luthor                   | Justice League Vol. 2 #33                                 | |
| Capitão Frio(Captain Cold) | Leonard Snart                | Justice League Vol. 2 #33                                 | |
| Anel Energético(Power Ring) | Jessica Cruz                 | Justice League Vol. 2 #35                                 | |
| Liga da Justiça Internacional No novo Universo DC, uma nova equipe foi formada pelas Nações Unidas. Após algumas aventuras e a morte de um dos membros o grupo foi debandado em Justice League International Annual # 1 (2012). |                              |                                                           | |
| Gladiador Dourado (Booster Gold) | Michael Carter               | Justice League International #1                           | - Na ativa. |
| Fogo (Fire) | Beatriz da Costa             | Justice League International #1                           | - Inativa |
| Gelo (Ice) | Tora Olafsdotter             | Justice League International #1                           | - Na ativa. |
| Lanterna Verde (Green Lantern) | Guy Gradner                  | Justice League International #1                           | - Na ativa como Lanterna Vermelho. |
| Vixen | Mari Jiwe McCabe             | Justice League International #1                           | - Na ativa. |
| Godiva | Dora Leigh                   | Justice League International #1                           | - Na ativa. |
| Augusto General de Ferro (August General in Iron) | Fang Zhifu                   | Justice League International #1                           | - Na ativa. |
| Soviete Supremo (Rocket Red #7) | Gavril Ivanovich             | Justice League International #1                           | - Morreu em Justice League International (vol. 3) #7. |
| Batwing | David Zavimbe                | Justice League International #8                           | - Na ativa. |
| OMAC | Kevin Kho                    | Justice League International #11                          | - Na ativa. |
| Batman | Bruce Wayne                  | Justice League International Vol. 3 #1                    | - A ONU inicialmente recusou a sugestão de adicionar Batman, mas ele ajudou a equipe em missões, com o concedimento de Gladiador Dourado.                          |
| Besouro Azul(Blue Beetle) | Jaime Reyes                  | Justice League International Vol. 3 Annual #1             | |
| Olimpiano (Olympian) | Aristides Demetrios          | Justice League International Vol. 3 Annual #1             | |
| Liga da Justiça Sombria Equipe reunida por Madame Xanadu para enfrentar a Feiticeira que dominava June Moone e impedir um futuro de caos visto em uma de suas premonições.                                                      |                              |                                                           | |
| Madame Xanadu | Nimue Inwudu                 | Justice League Dark #1                                    | - Na ativa. |
| Constantine | John Constantine             | Justice League Dark #1                                    | - Na ativa. |
| Shade, o Homem-Mutável (Shade the Changing Man) | Rac Shade                    | Justice League Dark #1                                    | - Na ativa. |
| Zatanna | Zatanna Zatara               | Justice League Dark #1                                    | - Na ativa. |
| Desafiador (Deadman) | Boston Brand                 | Justice League Dark #1                                    | - Na ativa. |
| Distorção Mental(Mindwarp) | Jay Young                    | Justice League Dark #3                                    | - Na ativa. |
| Magia (Enchantress) | June Moone                   | Justice League Dark #7                                    | - Na ativa. |
| Andrew Bennett | Andrew Bennett               | Justice League Dark #9                                    | - Na ativa. |
| Orquídea Negra(Black Orchid) | Alba García                  | Justice League Dark #9                                    | - Na ativa. |
| Doutor Mist(Doctor Mist) | Nommo Balewa                 | Justice League Dark #9                                    | - Na ativa. |
| Timothy Hunter | Timothy Hunter               | Justice League Dark #11                                   | |
| Frankenstein |                              | Justice League Dark Annual #1                             | - Na ativa como agente da S.O.M.B.R.A. |
| Ametista(Amethyst) | Amaya/Amy Winston            | Justice League Dark Annual #1                             | - Na ativa. |
| Monstro do Pântano(Swamp Thing) | Alec Holland                 | Justice League Dark #25                                   | - Na ativa. |
| Enfermeira Pesadelo(Nightmare Nurse) | Asa                          | Justice League Dark #24                                   | - Na ativa. |
| Pandora |                              | Trinity of Sin: Phantom Stranger Vol. 4 #14               | - Status desconhecido |
| Vingador Fantasma(Phantom Stranger) | Judas Iscariotes             | Trinity of Sin: Phantom Stranger Vol. 4 #14               | - Status desconhecido |
| Zauriel | Zauriel                      | Constantine #10                                           | |
| Liga da Justiça da AméricaNa sequência dos acontecimentos de "Throne of Atlantis", uma separada e nova Liga da Justiça da América foi formada por Amanda Waller e Steve Trevor.                                                 |                              |                                                           | |
| Steve Trevor | Steve Trevor                 | Justice League of America Vol. 3 #2                       | |
| Gavião Negro(Hawkman) | Katar Hol                    | Justice League of America Vol. 3 #2                       | |
| Caçador de Marte(Martian Manhunter) | J'onn J'onzz/John Jones      | Justice League of America Vol. 3 #2                       | |
| Katana | Tatsu Yamashiro              | Justice League of America Vol. 3 #2                       | |
| Vibro(Vibe) | Cisco Ramon                  | Justice League of America Vol. 3 #2                       | |
| Stargirl | Courtney Whitmore            | Justice League of America Vol. 3 #2                       | |
| Mulher Gato(Catwoman) | Selina Kyle                  | Justice League of America Vol. 3 #2                       | |
| Arqueiro Verde(Green Arrow) | Oliver Queen                 | Justice League of America Vol. 3 #2                       | |
| Doutor Luz(Doctor Light) | Arthur Light                 | Justice League Vol. 2 #22                                 | |
| Liga da Justiça Unida (Liga da Justiça Canadá)Uma continuação da Liga da Justiça da América, agora sem a ajuda da A.R.G.U.S. |                              |                                                           | |
| Stargirl | Courtney Whitmore            | Entrou para a JLA em Justice League of America Vol. 3 #1  | Ex-membro da Liga da Justiça da América |
| Caçador de Marte(Martian Manhunter) | J'onn J'onzz/John Jones      | Entrou para a JLA em Justice League of America Vol. 3 #1  | Ex-membro da Liga da Justiça da América |
| Arqueiro Verde (Green Arrow) | Oliver Queen                 | Entrou para a JLA em Justice League of America Vol. 3 #1  | Ex-membro da Liga da Justiça da América |
| Homem Animal(Animal Man) | Buddy Baker                  | Justice League United #1                                  | |
| Adam Strange | Adam Strange                 | Justice League United #1                                  | |
| Supergirl | Kara Zor-El/Kara Kent        | Justice League United #2                                  | |
| Equinox | Miiyabin Marten              | Justice League United #5                                  | |
| Alanna Strange | Alanna Lewis/Alanna Strange  | Justice League United #4                                  | |
| Mera | Mera                         | Justice League United #11                                 | |
| Etrigan | Jason Blood                  | Justice League United #11                                 | |
| Hera Venenosa(Poison Ivy) | Pamela Isley                 | Justice League United #11                                 | |
| Monstro do Pântano(Swamp Thing) | Alec Holland                 | Justice League United #11                                 | |